# Rina Tagashira
Rina Tagashira (里奈田頭?) es una seiyu femenina japonesa, quien se graduó de la Senzoku Gakuen del departamento de anime Koshien y fue galardonada por tres años consecutivos con el premio de la Asociación de Productores de Voz (máximo galardón).

## Roles

### Anime
2011
- Ano Hi Mita Hana no Namae o Bokutachi wa Mada Shiranai.
- Sacred Seven
- Hanasaku Iroha
- Hidan no Aria
- Ben-To
- Hōrō Musuko

2012
- AKB0048
- Sakura-sō no Pet na Kanojo
- Suki-tte ii na yo
- High School DxD
- Tari Tari
- Muv-Luv Alternative: Total Eclipse
- Lagrange: The Flower of Rin-ne
- Little Busters!

2013
- Golden Time
- Kotoura-san
- Super Seisyun Brothers[2]
- Senki Zesshō Symphogear
- Da Capo III
- Tantei Opera Milky Holmes
- Hataraku Maō-sama!
- Hentai Ōji to Warawanai Neko.
- Yuyushiki

2014
- Witch Craft Works
- Is the Order a Rabbit?
- Shigatsu wa Kimi no Uso
- Seirei Tsukai no Bladedance[2]

2015
- Shimoneta to Iu Gainen ga Sonzai Shinai Taikutsu na Sekai

### OVAs
- Suisei no Gargantia

### Videojuegos
- To Aru Majutsu no Index/Toaru Kagaku no Rērugan

### CDs Drama
- Hantsu × Trash[3]